# Adolphe Charles Adam
Adolphe Charles Adam (francês: [adɔlf adɑ̃]; 24 de julho de 1803 - 3 de maio de 1856) foi um compositor e crítico musical francês. Um prolífico compositor de óperas e balés, ele é mais conhecido hoje por seus balés Giselle (1841) e Le corsaire (1856, sua última obra), suas óperas Le postillon de Lonjumeau (1836), Le toréador (1849) e Si j ' étais roi (1852)  e sua canção de Natal Minuit, chrétiens! (1844), mais tarde definida com diferentes letras em inglês e amplamente cantada como " O Holy Night " (1847). Adam foi um professor notável, que ensinou Delibes e outros compositores influentes.

## Biografia
Adolphe Charles Adam nasceu em Paris, filho de Jean-Louis Adam (1758–1848), que foi um proeminente compositor da Alsácia, além de professor no Conservatório de Paris. Sua mãe era filha de um médico. Quando criança, Adolphe Adam preferia improvisar música sozinho em vez de estudar música seriamente e ocasionalmente faltava às aulas do escritor Eugène Sue que também era um burro nos primeiros anos. Jean-Louis Adam era pianista e professor, mas se opôs firmemente à ideia de seu filho seguir seus passos. Adam foi determinado, no entanto, estudou e compôs secretamente sob a tutela de seu amigo mais velho Ferdinand Hérold, um compositor popular da época. Quando Adam tinha 17 anos, seu pai cedeu e ele foi autorizado a estudar no Conservatório de Paris, mas só depois de prometer que aprenderia música apenas como diversão, não como uma carreira. Ele ingressou no Conservatório de Paris em 1821, onde estudou órgão e harmônio com o célebre compositor de ópera François-Adrien Boieldieu. Adam também tocou timpani na orquestra do Conservatório; no entanto, ele não ganhou o Prix de Rome e seu pai não o encorajou a seguir a carreira musical, pois ele ganhou o segundo prêmio.
Aos 20 anos, ele estava escrevendo canções para casas de vaudeville de Paris e tocando na orquestra no Gymnasie Dramatique, onde mais tarde se tornou mestre do coro. Como muitos outros compositores franceses, ele ganhava a vida principalmente tocando órgão. Em 1825, ele ajudou Boieldieu a preparar partes para sua ópera La dame blanche e fez uma redução para piano da partitura. Adam pôde viajar pela Europa com o dinheiro que ganhou e conheceu Eugène Scribe, com quem mais tarde colaborou, em Genebra. Em 1830, ele havia concluído vinte e oito obras para o teatro.
Adam é provavelmente mais lembrado pelo balé Giselle (1841). Ele escreveu vários outros balés e 39 óperas, incluindo Le postillon de Lonjumeau (1836) e Si j'étais roi (1852).
Depois de brigar com o diretor da Opéra, Adam investiu seu dinheiro e fez um grande empréstimo para abrir uma quarta casa de ópera em Paris: o Théâtre National (Opéra-National). Foi inaugurado em 1847, mas fechou por causa da Revolução de 1848, deixando Adam com dívidas enormes (Théâtre National mais tarde foi ressuscitado com o nome de Théâtre Lyrique no Boulevard du Temple). Seus esforços para livrar-se dessas dívidas incluem uma breve volta ao jornalismo. De 1849 até sua morte em Paris, ele ensinou composição no Conservatório de Paris.
Sua canção de Natal "Cantique de Noël", traduzida para o inglês como "O Holy Night", é uma favorita internacional e foi amplamente gravada. "Cantique de Noël" é baseado em um poema escrito por Placide Cappeau de Roquemaure. Adam posteriormente elaborou uma melodia para o poema que foi traduzida para o inglês por John Sullivan Dwight (1813 - 1893), um professor de música de Boston e jornalista musical, bem como co-fundador da The Harvard Music Society.
Adam está enterrado na divisão 5 do Cemitério de Montmartre, em Paris.